# Dotcloud
Dotcloud是一個免費提供用戶註冊並且綁定網域名之雲端空間。母公司為cloudControl。原先為Docker之實驗基礎。官方支援的程式語言有JAVA、Ruby、Python、Php及NodeJS。

## 通知信
2016年，公司發送信件通知客戶該網站關閉。